# 30 de Marzo
30 de Marzo är en ort i Mexiko.   Den ligger i kommunen Palenque och delstaten Chiapas, i den sydöstra delen av landet, 800 km öster om huvudstaden Mexico City. 30 de Marzo ligger 148 meter över havet och antalet invånare är 206.
Terrängen runt 30 de Marzo är kuperad söderut, men norrut är den platt. Runt 30 de Marzo är det glesbefolkat, med 16 invånare per kvadratkilometer. Närmaste större samhälle är La Arena, 9,7 km söder om 30 de Marzo. I omgivningarna runt 30 de Marzo växer i huvudsak städsegrön lövskog.